# Dunadd
Dunadd (gaélique écossais Dùn Ad, (fort sur la rivière Add) est une colline fortifiée depuis l'âge du fer située à Kilmichael Glassary en Argyll and Bute, Écosse et considérée comme la capitale de l'ancien royaume de Dál Riata. Le royaume de Dál Riata, apparaît en Argyll au cours des premiers siècles, après que les Romains se soient retirés d'Écosse. Les souverains de l'Argyll étaient des locuteurs gaélique qui avaient traversé la mer depuis l'Irlande. Dunadd est une colline sur laquelle ils ont établi une citadelle.

## Description
Dunadd est une éminence rocheuse qui a pu être autrefois une île et qui se trouve maintenant près de la Rivière Add, d'où il tire son nom, un peu au nord de Lochgilphead] (NR 836 936). La terre environnante, maintenant largement assainie était auparavant marécageuse et connue comme le « Mòine Mhòr » « Grand Moss » en gaélique écossais. Une analyse détaillée des changements du niveau de la mer dans la région confirme que Dun était une île ou un promontoire dans les temps historiques, et que le recul du niveau de la mer avait affaibli le potentiel défensif des fortifications lors des attaques et les sièges des VIe et VIIe siècles.

## Histoire

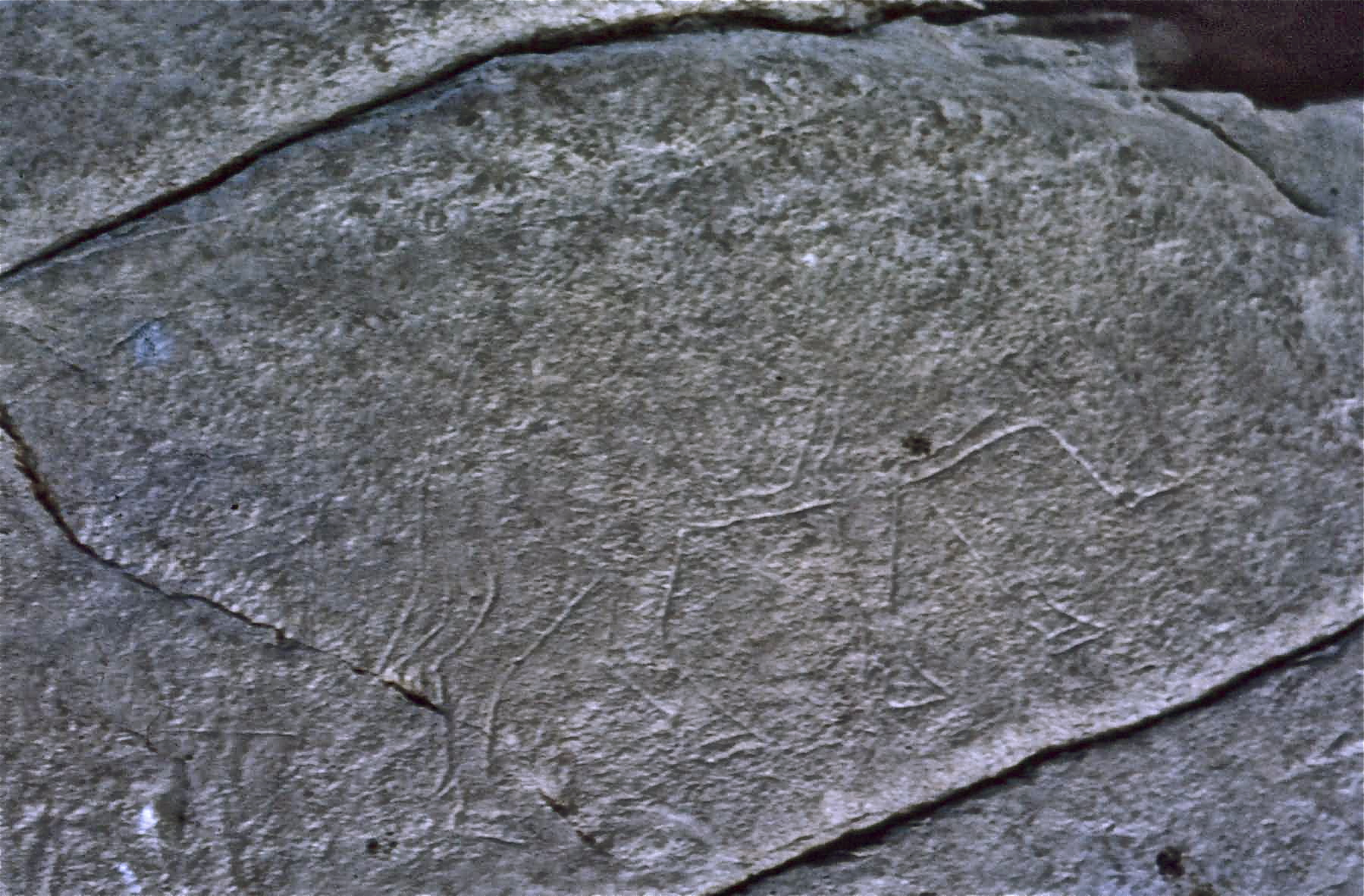
Gravure, de type Picte, d'un sanglier près du sommet de la colline

Occupé dès l'âge du fer le site devient ensuite le siège des rois de Dál Riata. Il est célèbre pour sa rare sculpture sur pierre  sous l'enceinte supérieure représentant une empreinte de pied humain et un bassin censé avoir été utilisé pour le rituel de couronnement des rois. Sur le même affleurement au plat du rocher se trouve un sanglier gravé de style Picte, et une inscription en ogham.
Dunadd est mentionné deux fois dans les premières sources. En 683 les Annales d'Ulster notent : « le siège de Dún At et le siège de Dún Duirn » sans autre commentaires sur les assaillants ou les participants. Dans les mêmes chroniques une entrée pour 736 indique : « Aengus fils de Fergus, roi des Pictes, vient dévaster le territoire du Dál Riata, s'empare de Dún At et incendie Creic et enchaîne les deux fils de Selbach, c'est-à-dire Donngal et Feradach. »
Le site est encore occupé après 736, au moins jusqu'au IXe siècle. Il est mentionné deux fois dans les sources postérieures, ce qui suggère qu'il est encore de quelque importance. En 1436, il est relevé que  "Alan fils de John Riabhach MacLachlan de Dunadd" est fait sénéchal du pays de Glassary ; la résidence principale des MacLachlans de Dunadd devait se trouver près du fort. En juin 1506, des envoyés nommés par le roi Jacques IV, comprenant le comte et l'évêque d'Argyll, se rencontrent à  Dunadd pour collecter impôts et régler les conflits.
Le site est monument historique, sous le contrôle d'Historic Scotland, et il est ouvert au public toute l'année gratuitement.

## Fouilles
Comme Dunadd est mentionné dans les sources anciennes et facilement identifiable, le site a été fouillé à plusieurs reprises (1904-05, 1929, 1980) et est à l'origine d'un des ensembles de découvertes les plus importants du début du Moyen Âge en Écosse, les trouvailles vont du VIe au VIIIe siècle. Elles comprennent des outils, des armes, des croix, des poteries importées et des pièces-motifs et des moules pour la fabrication de ferronnerie fine (en particulier des bijoux).

## Dans la fiction
Dans le roman de 1965 de Rosemary Sutcliff The Mark of the Horse Lord (en) le Dal Riada entre dans un conflit interne pour la succession royale, dont Dun Monaidh est au centre et au cours duquel sont décrits un couronnement royal et l’utilisation de l'empreinte de pied. Dunadd est également le cadre du roman de Claire R. McDougall « Veil of Time » , dans lequel une femme de notre époque est transportée dans le Dunadd du VIIIe siècle. Toutes les caractéristiques de l'ancien Dunadd, y compris l'empreinte, le sanglier, le puits font partie de la ferme et des chalets modernes où débute l'action. D'autres sites antiques dans la vallée de Kilmartin jouent ainsi un rôle dans le récit.

## Galerie

Vues de Dunadd
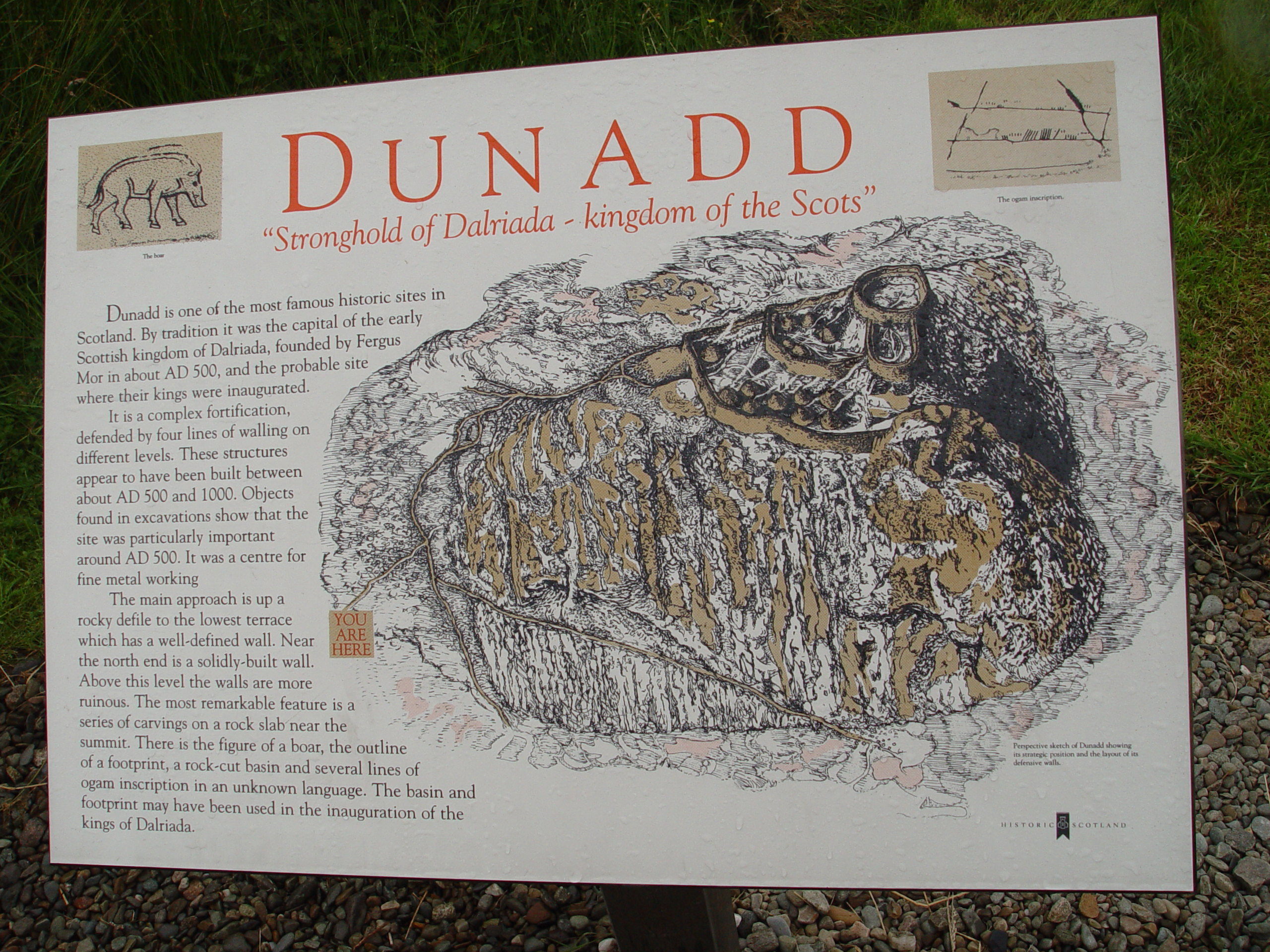
Carte descriptive du lieu
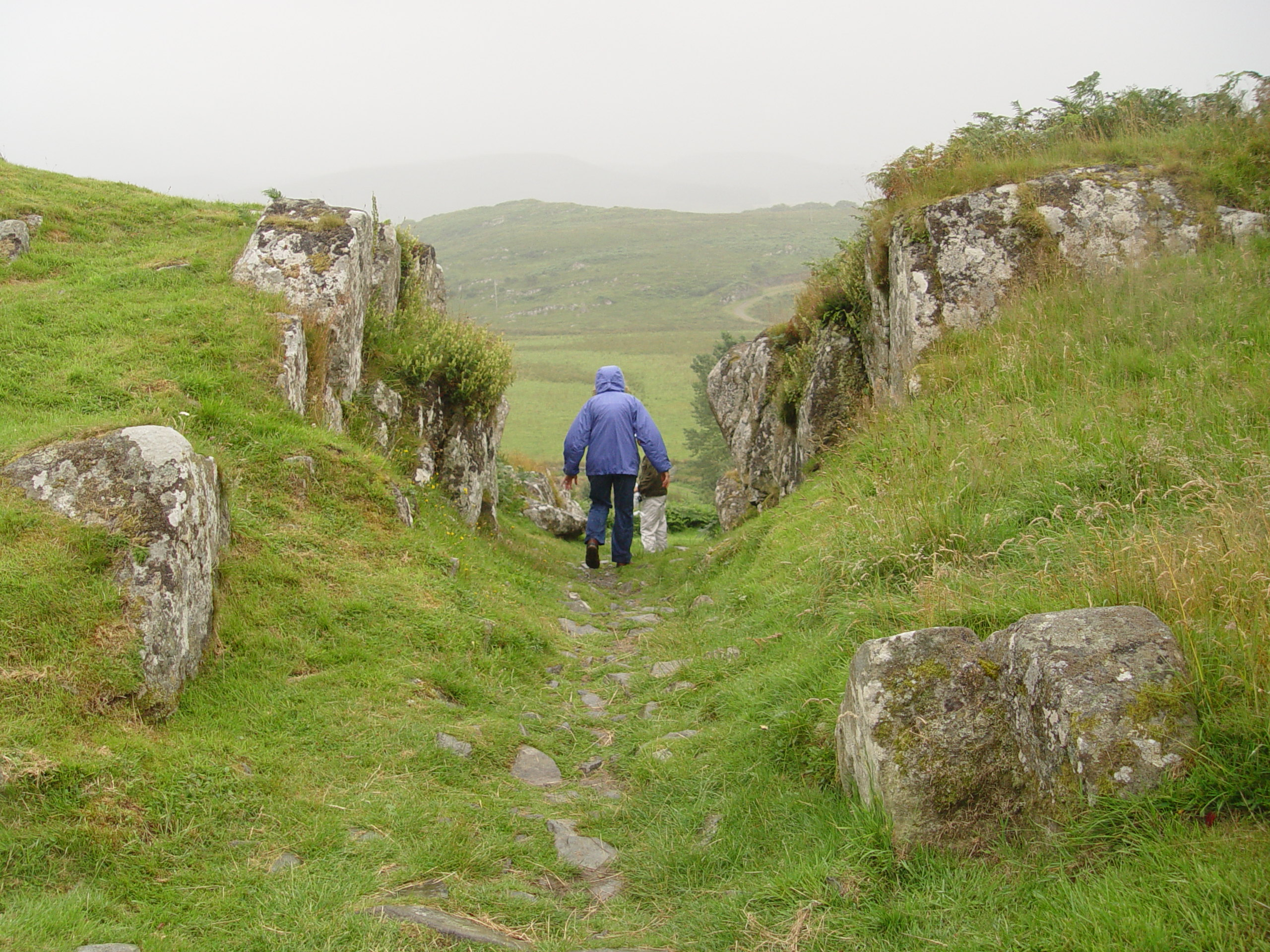
Sentier creusé dans les rochers près du sommet
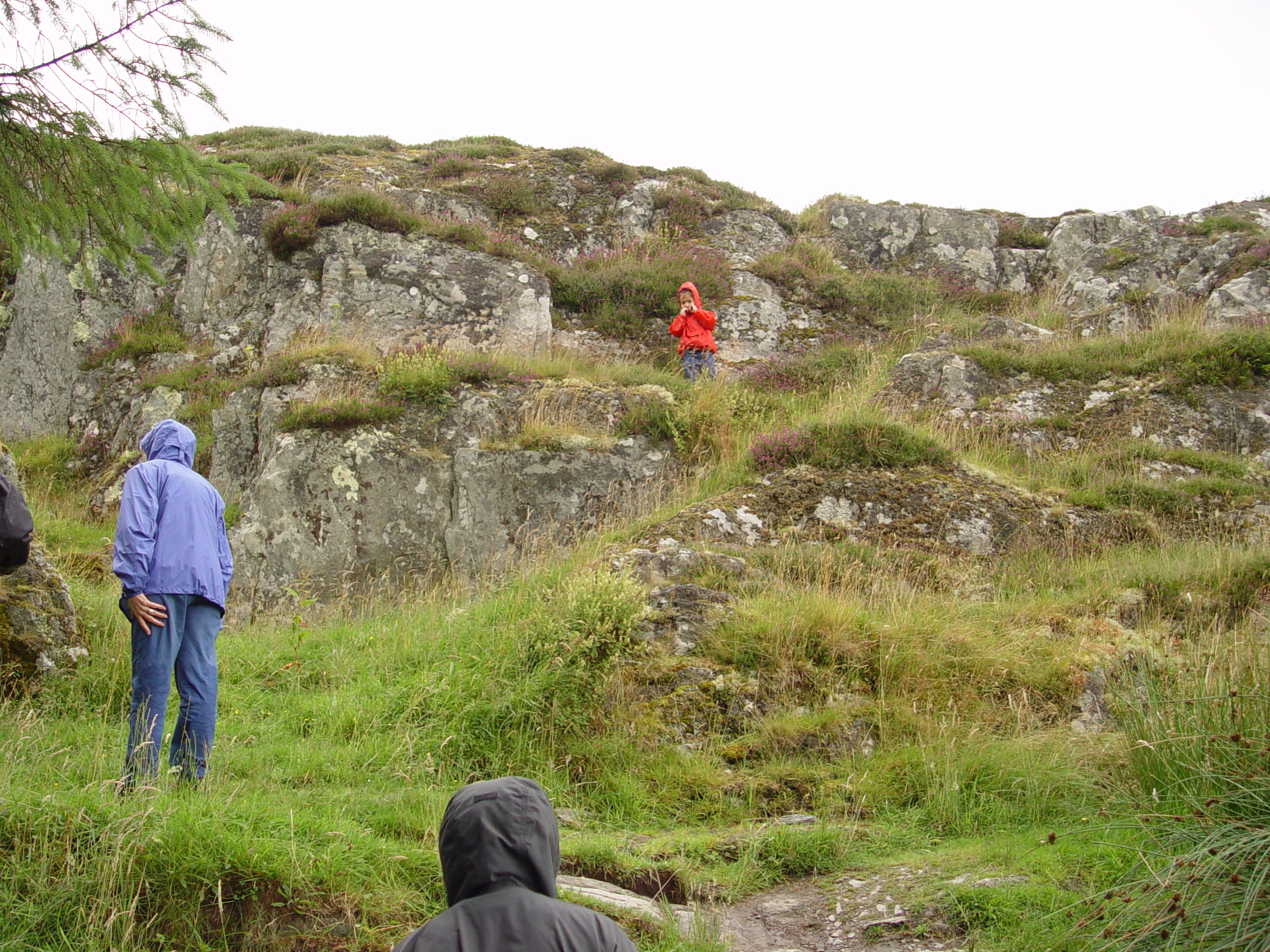
Approche, le niveau intermédiaire, en pente raide
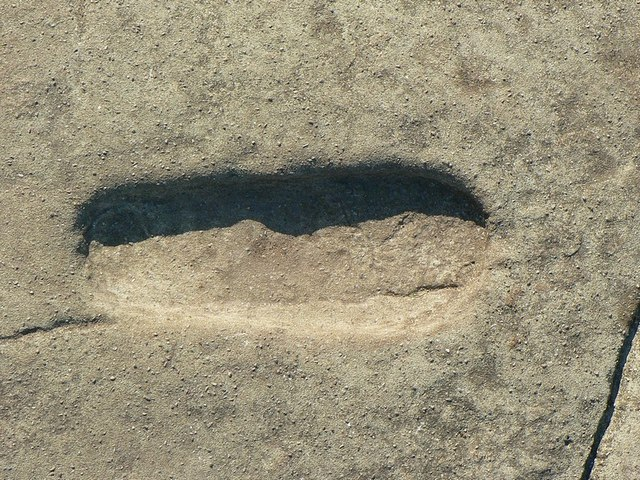
L'empreinte de pied
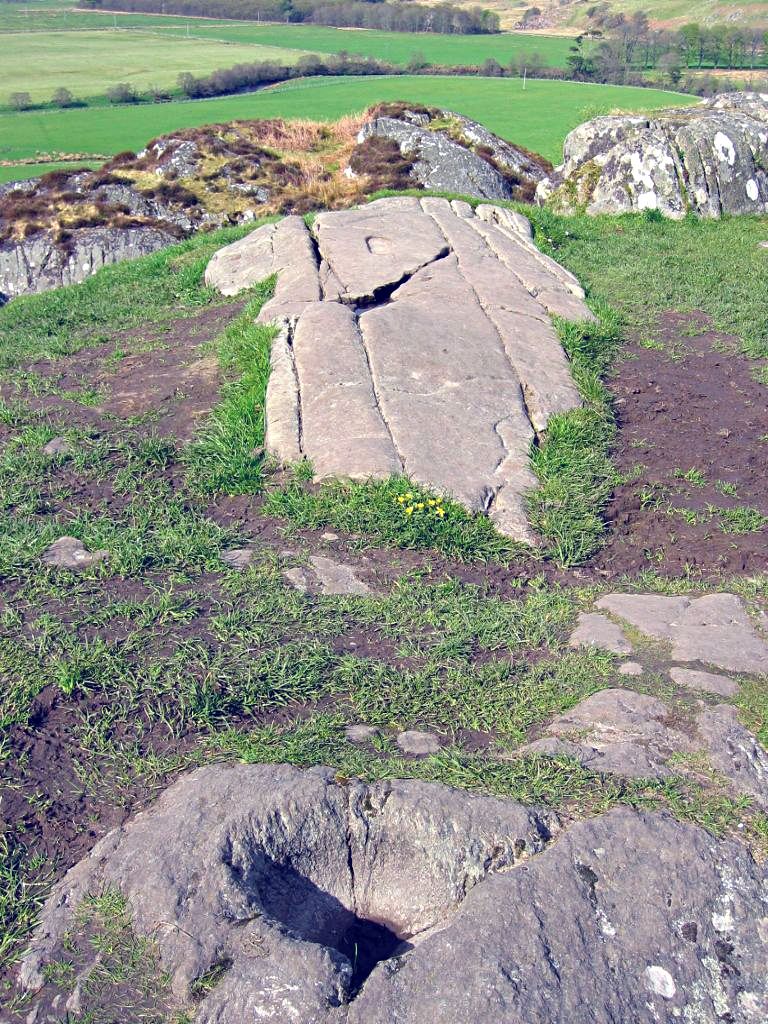
Le fort de Dunadd le bassin et l’empreinte de pied, à  Kilmichael Glassary en Argyll and Bute, Scotland
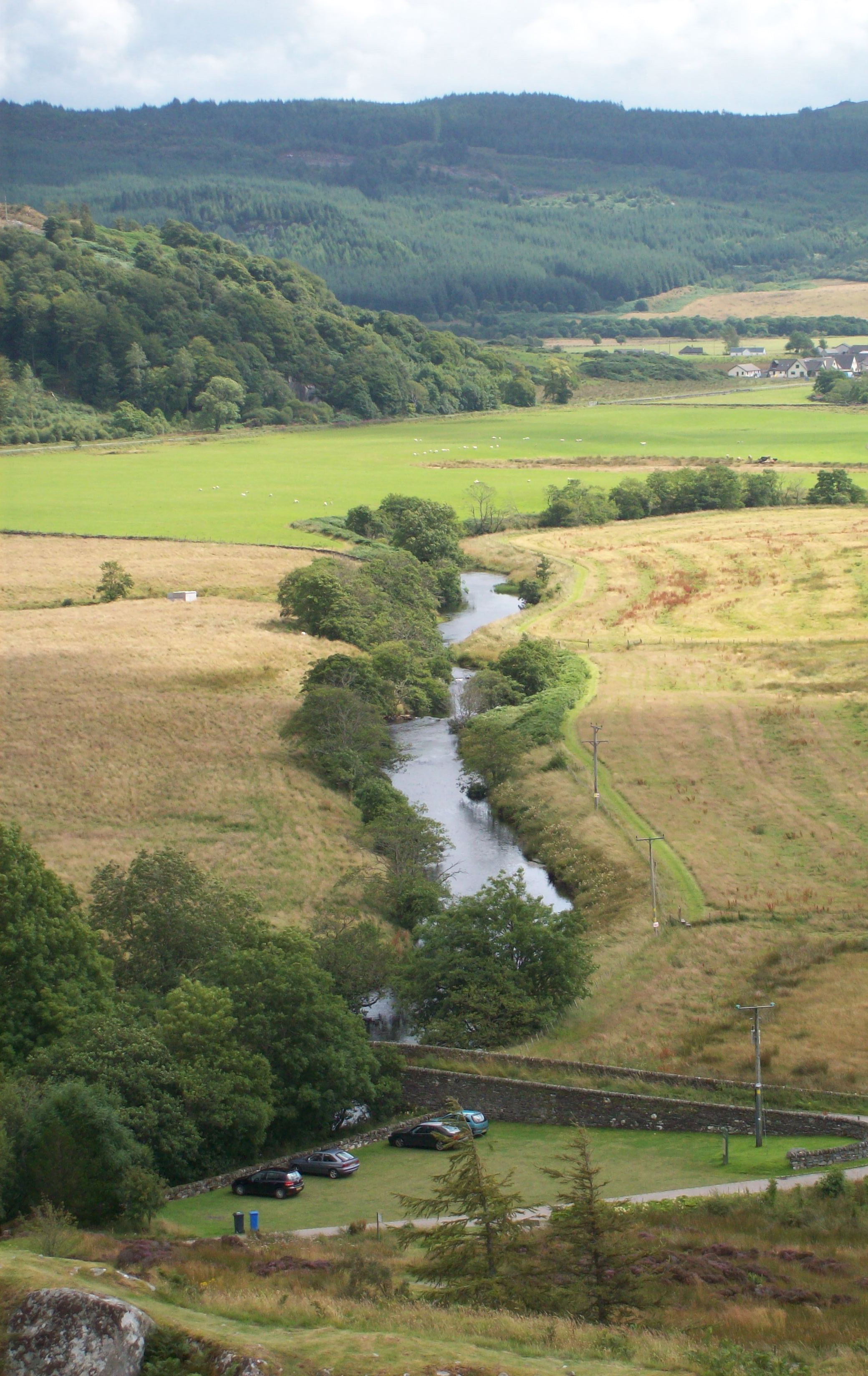
Une vue de la rivière du sommet de Dunadd
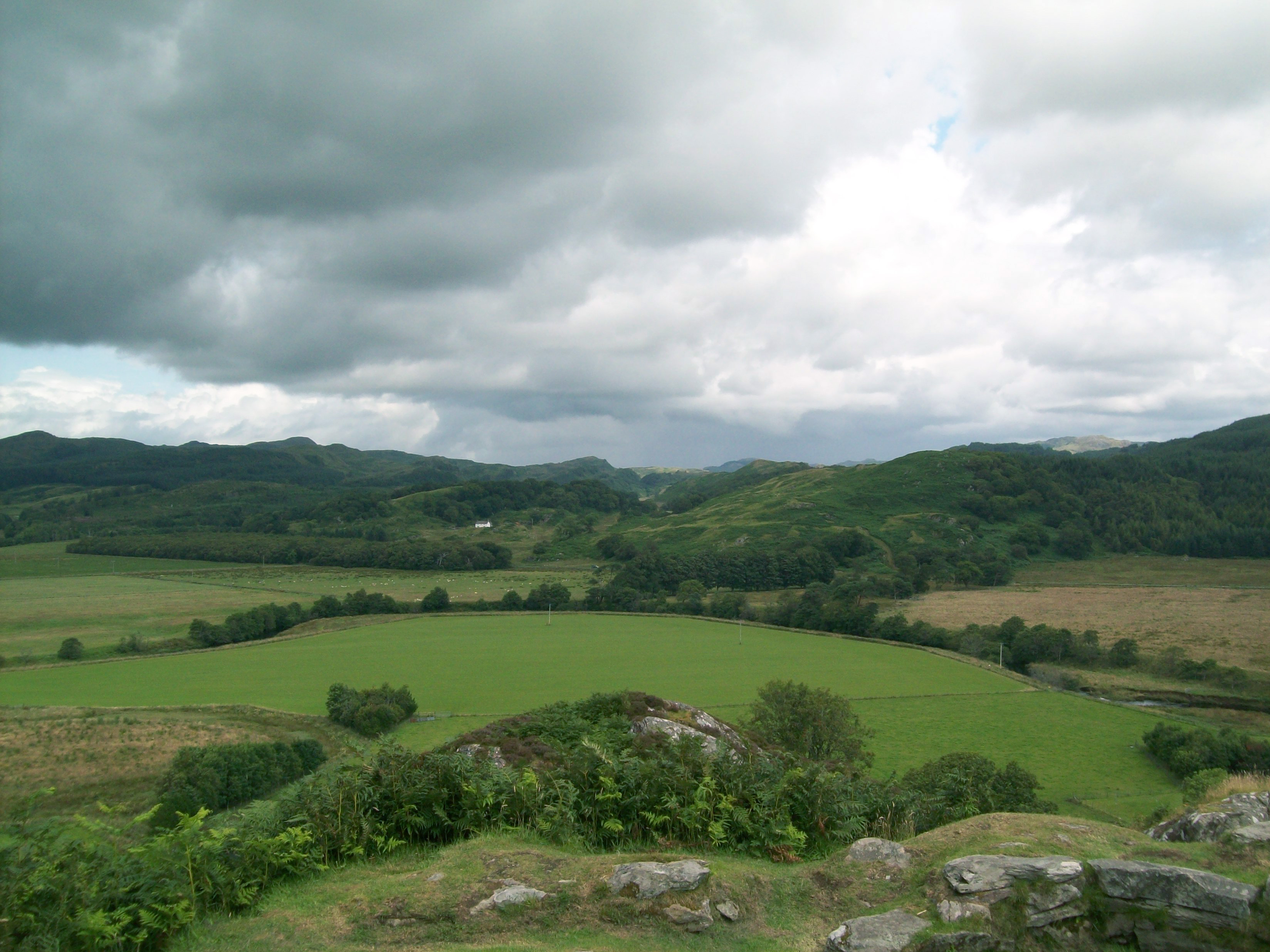
Vue du sommet de Dunadd
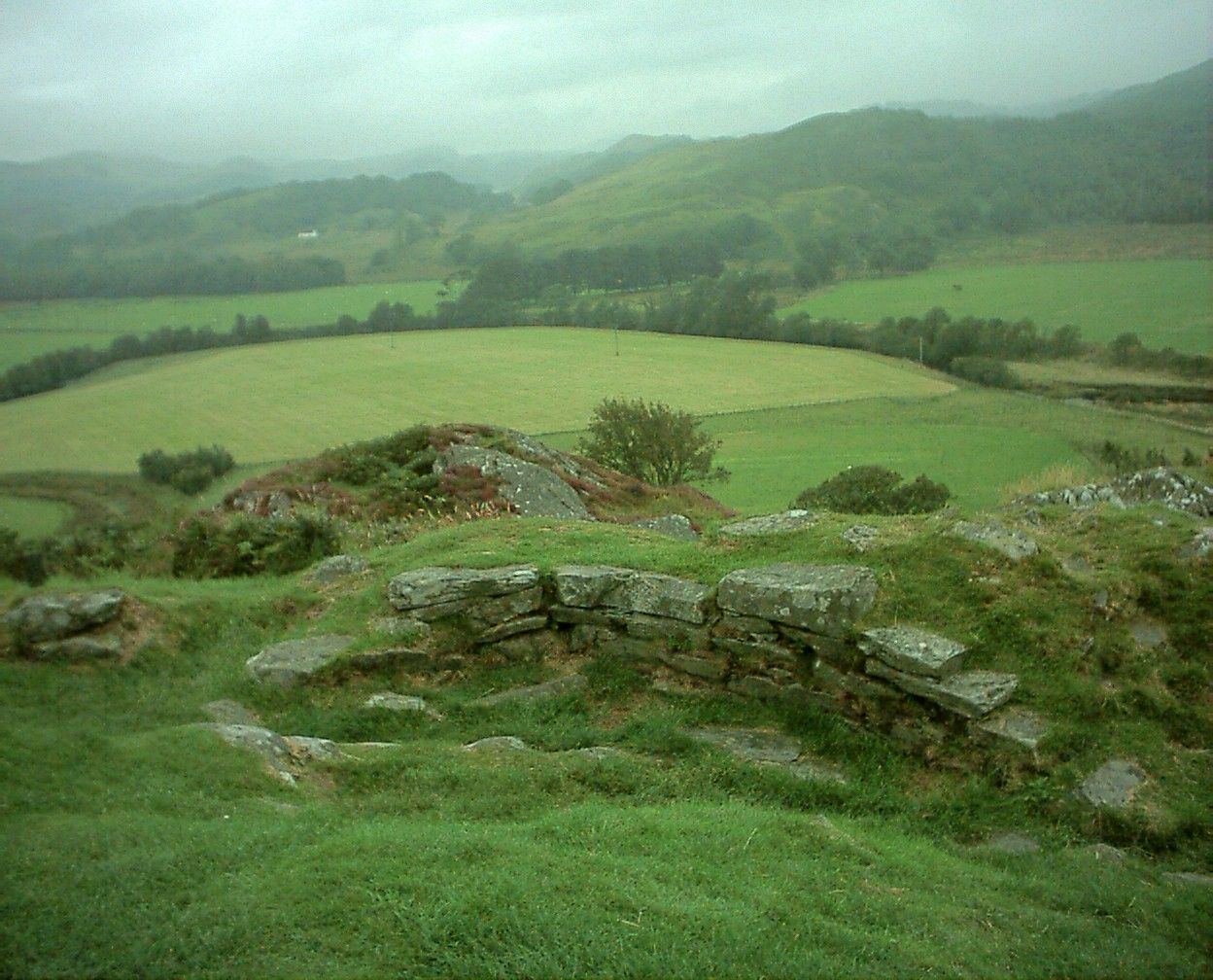
Coline fortifiée de Dunadd - Une vue du sommet

## Article lié
- Dál Riata